# Revierlöwen Oberhausen
Revierlöwen Oberhausen – niemiecki klub hokejowy z siedzibą w Oberhausen działający w latach 1997–2007.

## Historia

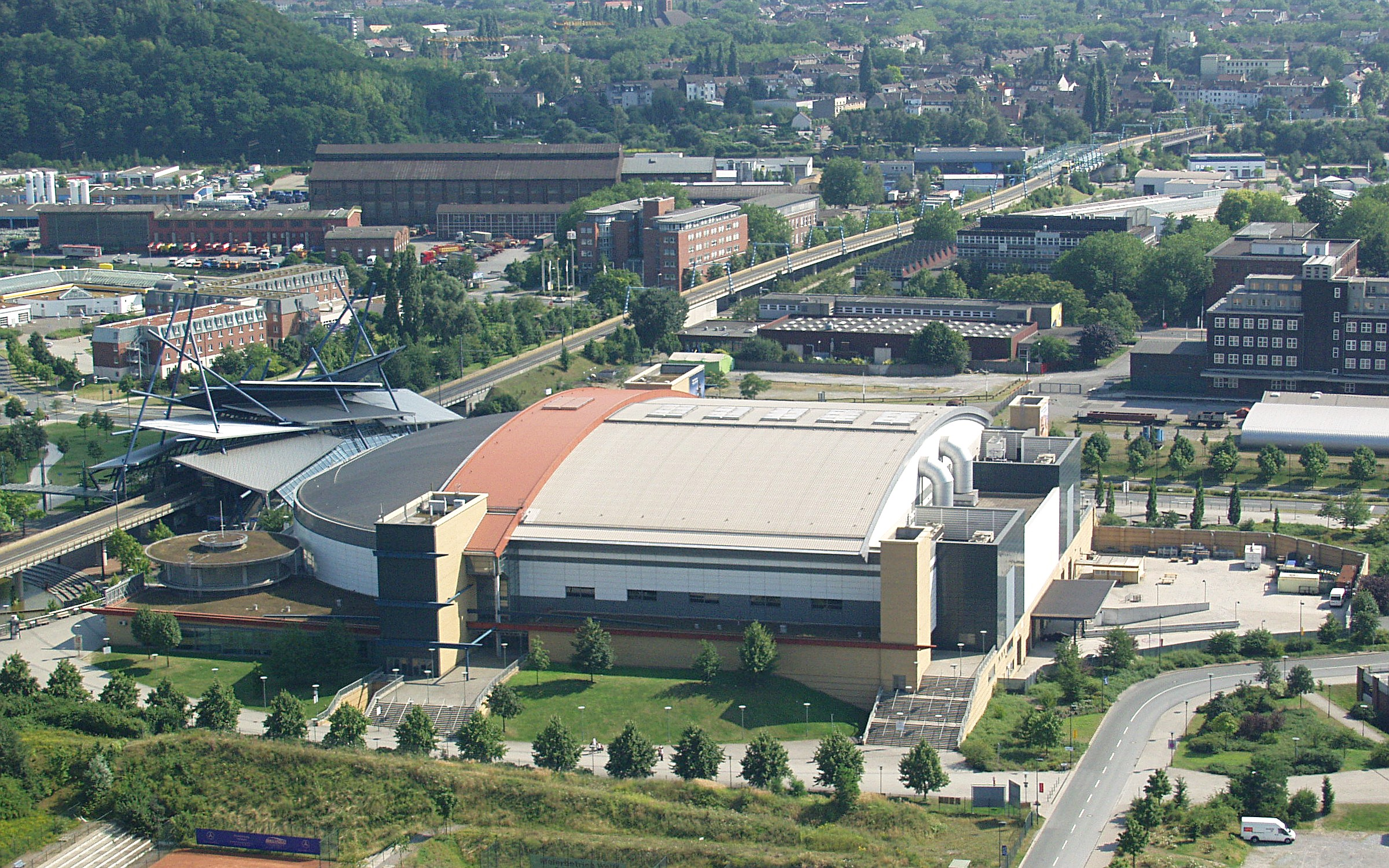
Hala König-Pilsener-Arena – byłe lodowisko klubu

Pierwotnie klub istniał w mieście Ratingen jako EC Ratingen, po czym w 1997 został przeniesiony do Oberhausen. Drużyna występowała w lidze DEL. Największym osiągnięciem zespołu był ćwierćfinał w sezonie 2000/2001. W 2002 została odebrana licencja, po czym drużyna występowała w niższych ligach. 14 grudnia 2007 klub został zlikwidowany.

## Nazwy
- EC Ratingen „Die Löwen” (1979–1997)
- Revierlöwen Oberhausen (1997–2007)

## Sukcesy
- Mistrzostwo Regionalligi: 2004